# Vilhelm V av Kleve
Wilhelm V av G/Jülich och Wilhelm III av C/Kleve, tillnamn "den rike", född 22 juli 1516, död 5 januari 1592, hertig av Jülich-Kleve-Berg, greve av Mark, Ravensberg och Ravenstein, furste av Köln 1539-92.

## Biografi
Wilhelm V var son till Johan III av Kleve den saktmodige och Maria av Jülich. Han var också åren 1538 - 1543 hertig av hertigdömet Geldern. Efter krig mot den tysk-romerske kejsaren Karl V förlorades titeln och ämbetet till denne.
Hans syster Anna av Kleve var gift med Henrik VIII några månader 1540.
Wilhelm ingick 1541 av politiska skäl äktenskap med Johanna av Navarra, dotterdotter till kung Frans I av Frankrike, och enda barn till kungen av Navarra. Äktenskapet fullbordades aldrig och annullerades av påven Paulus III 1545.
1546 gifte sig Vilhelm för andra gången. Denna gång med Maria av Österrike (1531–1581), dotter till blivande kejsar Ferdinand I
Barn med Maria:
1. Maria Eleonora,  född 1550, gift 1573 med hertig Albrekt Fredrik av Preussen, räknas som stammoder till den tyska kunga-/kejsarfamiljen.
2. Anna, född 1552, gift med Filip Ludvig av Pfalz-Neuburg - från dem härstammade Maximilian I Josef, den förste kungen av Bayern.
3. Magdalena, född 1553, gift 1579 med pfalzgreven Johan av Zweibrücken, föräldrar till Johan Kasimir som i sin tur gifte sig med svenske kungen Gustav II Adolfs syster Katarina och alltså farföräldrar till Sveriges kung Karl X Gustav.
4. Karl Friedrich, född 1555, död 1575 i Rom  av lunginflammation han ådrog sig under midnattsmässan i Peterskyrkan.
5. Elisabeth, född 1556, död 1561.
6. Sibylla, född 1557, död 1627, gift med markgreven Karl av Burgau
7. Johan Vilhelm, född 1558, död 1609, gift 1585 med Jacobe av Baden, hertig av Jülich-Cleve-Berg, greve av Mark & Ravensberg, furste av Köln 1592-1609.